# Bruno Weichsel
Bruno Weichsel (ur. 11 października 1903 w Pieniężnie, zm. 23 stycznia 1945 w Zalewie) – niemiecki duchowny katolicki, Sługa Boży, męczennik za wiarę.

## Życiorys

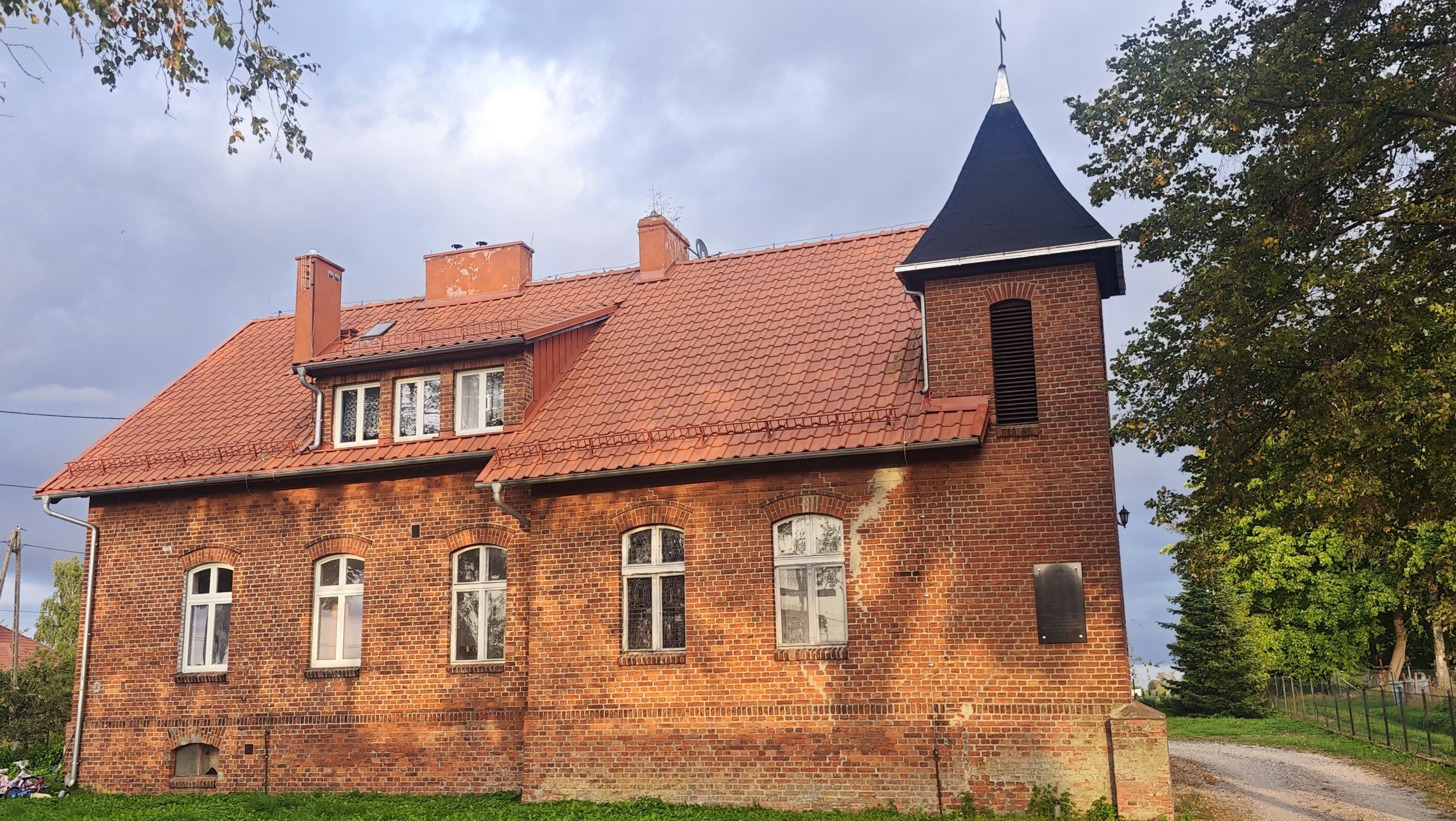
Zalewo, kaplica Świętej Rodziny

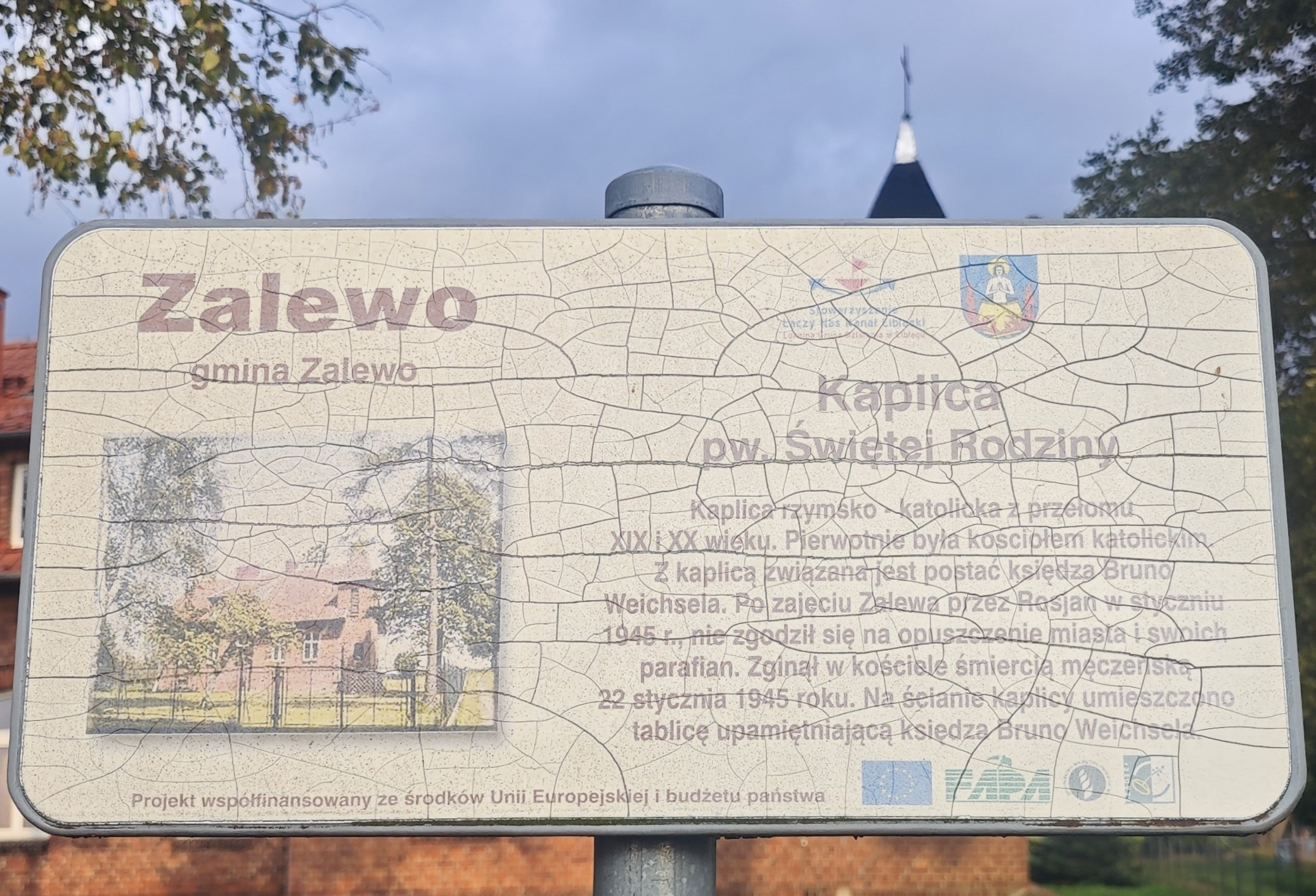
Tablica przy kaplicy informująca o ks. Weichselu

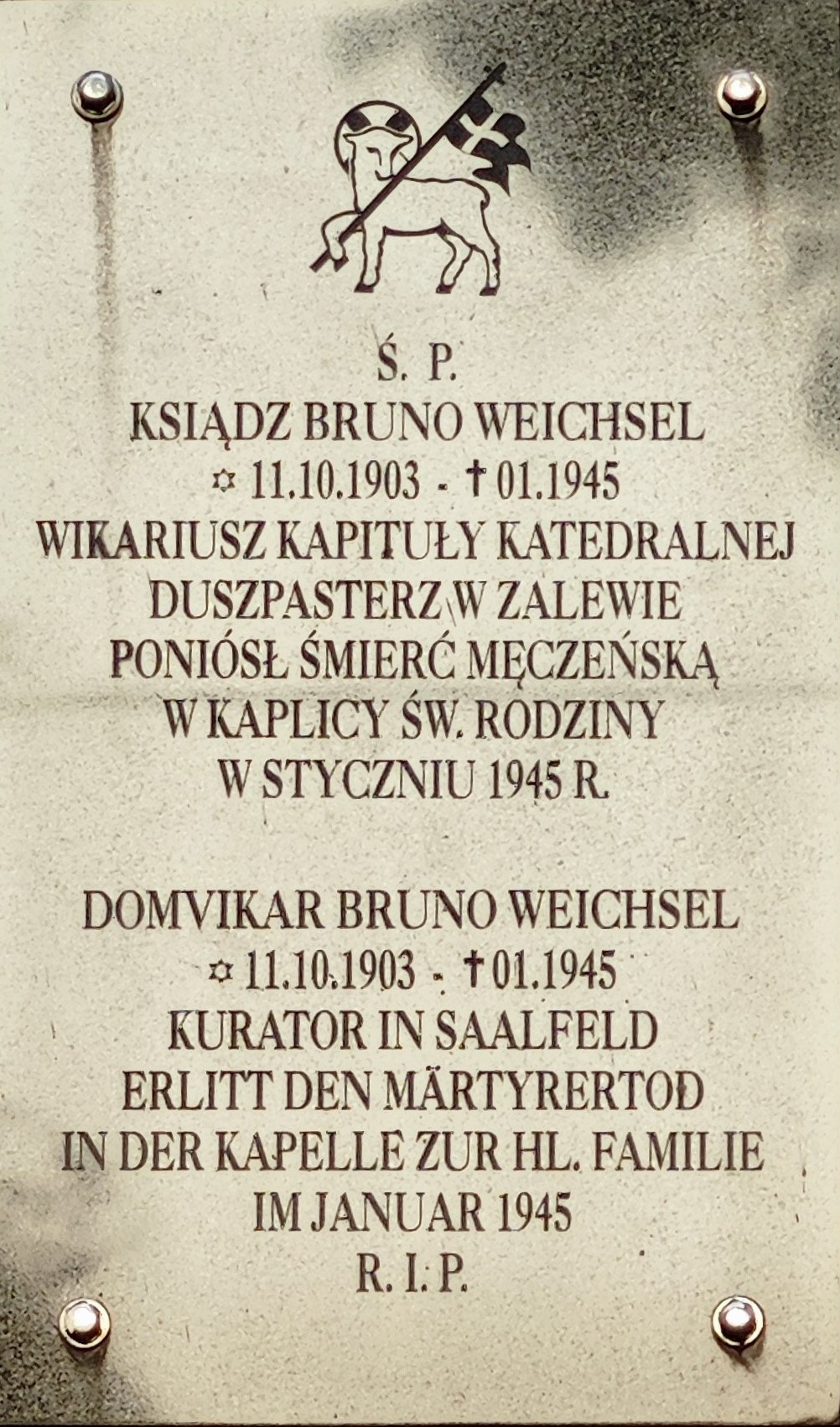
Tablica na kaplicy umieszczona w 2003

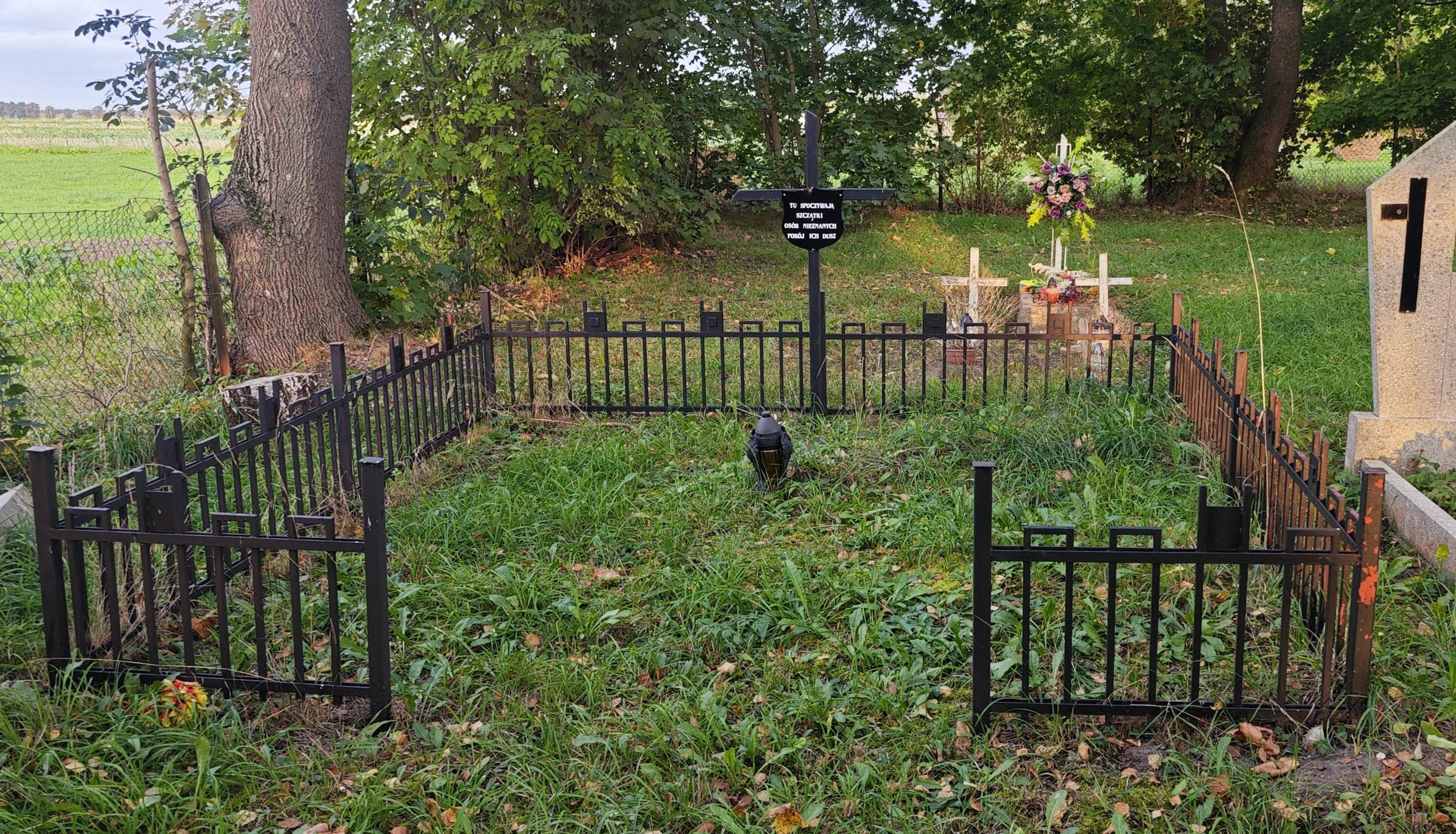
Zbiorowa mogiła, w której prawdopodobnie spoczywa ks. Weichsel

Bruno Weichsel urodził się w starej rodziny kupieckiej w Pieniężnie. Był drugim z sześciorga dzieci kupca Hugo Weichsela i Klary z domu Krüger. Od dzieciństwa miał problemy ze słuchem i z tego powodu dwukrotnie był operowany. Naukę rozpoczął w katolickiej szkole podstawowej w Pieniężnie. W latach 1913–1915 kształcił się w dwuletniej szkole średniej w Pieniężnie. Od 1915 kształcił się w gimnazjum w Braniewie, które ukończył w 1922 i uzyskał maturę. Był jednym z najlepszych uczniów w gimnazjum, z egzaminów ustnych na maturze był zwolniony za uzyskanie bardzo dobrych ocen z prac pisemnych. Studiował we Fryburgu Bryzgowijskim, Monachium i w seminarium duchownym w Braniewie, po ukończeniu którego 13 lutego 1927 przyjął święcenia kapłańskie w katedrze we Fromborku z rąk biskupa Augustinusa Bludaua. Dwóch jego wujków: Augustyn Weichsel (1830–1909) oraz Julius Weichsel (1868–1931) wcześniej również zostali księżmi w diecezji warmińskiej. Wszyscy trzej duchowni Weichselowie posługiwali się – oprócz języka niemieckiego – językiem polskimi oraz otaczali opieką mniejszości polskie na terenie Warmii.
Bruno Weichsel jako neoprezbiter został skierowany do parafii w Krekolach w gminie Kiwity. Od 9 października 1928 posługiwał w Bieniewie, a od 1932 jako pierwszy wikariusz w parafii św. Jana w Malborku. Nauczał tam również religii w różnych szkołach oraz był duszpasterzem w zakładzie karnym i prowadził duszpasterstwo osób głuchoniemych.
Wraz z proboszczem Franzem Pingelem i kapelanem Ernstem Lawsem sprzeciwiał się działaniom narodowemu socjalizmowi w Malborku i za to, podobnie jak jego współbracia, został aresztowany w sierpniu 1935 roku. Był więziony najpierw we Wrocławiu, a następnie został przewieziony do siedziby Gestapo w Berlinie. W trakcie uwięzienia odnowiły się jego problemy ze słuchem, leczone w latach młodzieńczych. 24 stycznia 1936 został zwolniony. Powrócił do Malborka i nadal posługiwał w tamtejszej parafii. Po przedwczesnej śmierci swoich rodziców zatroszczył się o rodzeństwo, szczególnie o najmłodszą 12-letnią siostrę, której stał się opiekunem. Od 1936 studiował ekonomię kościelną we Wrocławiu. 9 września 1937 został mianowany drugim sekretarzem oraz skarbnikiem w kurii biskupiej diecezji warmińskiej we Fromborku. Powierzono mu zarządzanie finansami kurii biskupiej. W 1940 został mianowany we Fromborku wikariuszem katedralnym.
Na początku stycznia 1941 roku został – wraz z księżmi Josefem Steinki, Augustynem Szarnowskim, Andreasem Bönigkiem i Otto Schlüsenerem – zadenuncjowany i aresztowany przez hitlerowców za krytyczne uwagi o panującym ustroju politycznym i za rozpowszechnianie wiadomości o rozstrzelaniu przez Niemców polskich kapłanów w Pelplinie, kanoników kapituły katedralnej i wykładowców tamtejszego seminarium duchownego (tzw. zbrodnia w Lesie Szpęgawskim). Był to wynik donosu, jaki złożył na nich salwatorianin, sympatyzujący z NSDAP ojciec Theophil Matuschewski, jako zemsta za zwolnienie go z posługi kapłańskiej w klinice ortopedycznej we Fromborku.
Władze hitlerowskie wytoczyły całej piątce kapłanów proces o łamanie ustawy Heimtückegesetz (ustawa przeciw złośliwemu oczernianiu). Sąd Specjalny w Braniewie skazał go w marcu 1941 roku na 2 i pół roku więzienia. Karę odbywał w Zakładzie Karnym w Sztumie. Traktowanie jego w więzieniu było łagodne, najbardziej doskwierał mu głód. Ze względu na jego doświadczenie w zarządzaniu i finansach, skierowano go w więzieniu do pracy w dziale administracji. W trakcie odbywania kary kierownik więzienia sugerował mu kilkukrotnie, aby napisał prośbę o ułaskawienie, lecz Weichsel nie zamierzał pertraktować z nazistami. Odpowiadał nic od nich nie chcę, nawet jednego dnia w prezencie. Po zakończeniu kary więzienia gestapo dodatkowo ograniczyło mu swobodę przemieszczania się – miał zakaz przebywania na terenie powiatów: Braniewo, Mamonowo i Lidzbark Warmiński.
Wówczas biskup Maximilian Kaller doradził ks. Weichselowi, aby objął probostwo w małej, spokojnej parafii, tak aby móc zarówno spełniać posługę duszpasterską, a ponadto służyć doradztwem finansowym i podatkowym biurom parafialnym w powiatach olsztyńskim i reszelskim oraz w diasporze oraz instytucjom kościelnym służby zdrowia i opieki społecznej w innych powiatach Prus Wschodnich. 1 lipca 1944 na złożoną prośbę został mianowany kuratusem parafii Świętego Jana Apostoła i Ewangelisty w Zalewie.
W obliczu zbliżającego się frontu Armii Czerwonej w styczniu 1945 doradzano mu ewakuację na Zachód. Odpowiadał niezmiennie: dopóki choć jedna osoba z mojej parafii tu jest, nie ruszę się stąd. W nocy z 22 na 23 stycznia 1945 Zalewo zajęły oddziały Armii Czerwonej. 23 stycznia 1945, podczas modlitwy z wiernymi w kaplicy Świętej Rodziny, do środka wtargnęli sowieccy żołdacy. Jeden z żołnierzy kolbą karabinu roztrzaskał mu głowę. Krew rozprysła na ścianie świątyni. Zginął na miejscu. Wierni potem często przyklękali w tym miejscu, modląc się jak do świętego. Pochowany został przy kaplicy na dawnym cmentarzu katolickim w zbiorowej mogile, w której spoczywa około 40 wiernych.
W 2007 w archidiecezji warmińskiej został rozpoczęty proces beatyfikacyjny 46 męczenników z okresu II wojny światowej, ofiar komunizmu i narodowego socjalizmu. Wśród nich jest ks. Bruno Weichsel.

## Upamiętnienie
5 września 2003 na ścianie kaplicy Świętej Rodziny przy ul. Sienkiewicza w Zalewie została uroczyście odsłonięta tablica pamiątkowa, upamiętniająca zamordowanego w 1945 ks. Weichsela. Równocześnie została odnowiona świątynia, znajdująca się dotychczas w złym stanie. Wsparcia finansowego udzielił m.in. Urząd Miejski oraz rodzina zamordowanego kapłana.